# Tereré
El tereré (del guaraní, terere) és una beguda elaborada a base de fulles d'herba mate (Ilex paraguariensis) i aigua amb molt de gel, a la qual se sol afegir pohã ñana («herbes medicinals», en llengua guaraní). El tereré és considerada la beguda nacional del Paraguai, declarada Patrimoni Cultural Immaterial de la Humanitat per la UNESCO.
És similar al mate — infusió també elaborada a base d'herba mate —, amb la diferència que el tereré es consumeix fred, especialment a les zones més càlides del Con Sud. També hi ha una variant a base de suc de fruites, anomenada «tereré de suc» o «tereré rus», que substitueix l'aigua per un suc de fruita dolça.

## Història
La interpretació més freqüent suggereix que «tereré» és una paraula d'origen guaraní (terere), i que és onomatopeica, lligada als tres últims glops que es donen en prendre aquesta beguda.
Aquesta beguda té les seves arrels a l'Amèrica precolombina, i es va consolidar com a tradició a la regió guaraní durant l'època de les missions jesuítiques, com ho testifiquen les cròniques dels segles XVI, XVII i XVIII. El 17 de desembre de 2020, la UNESCO va declarar el tereré Patrimoni Cultural Immaterial de la Humanitat, la qual cosa inclou la beguda i els seus mètodes de preparació amb herbes medicinals (pohã ñana).

## Popularitat
El tereré és tradicional al Paraguai, on es considera una icona cultural, encara que també gaudeix d'una situació similar al nord-est argentí (província de Corrientes, Formosa, Chaco i Misiones), regió culturalment similar, per proximitat geogràfica i històrica, com ho indiquen les memòries escrites dels jesuïtes. En les darreres dècades, s'ha tornat popular a parts del sud del Brasil, l'est i el sud de Bolívia i gran part d'Argentina (països on el tereré de suc és tan popular, fins i tot més que el tereré d'aigua).

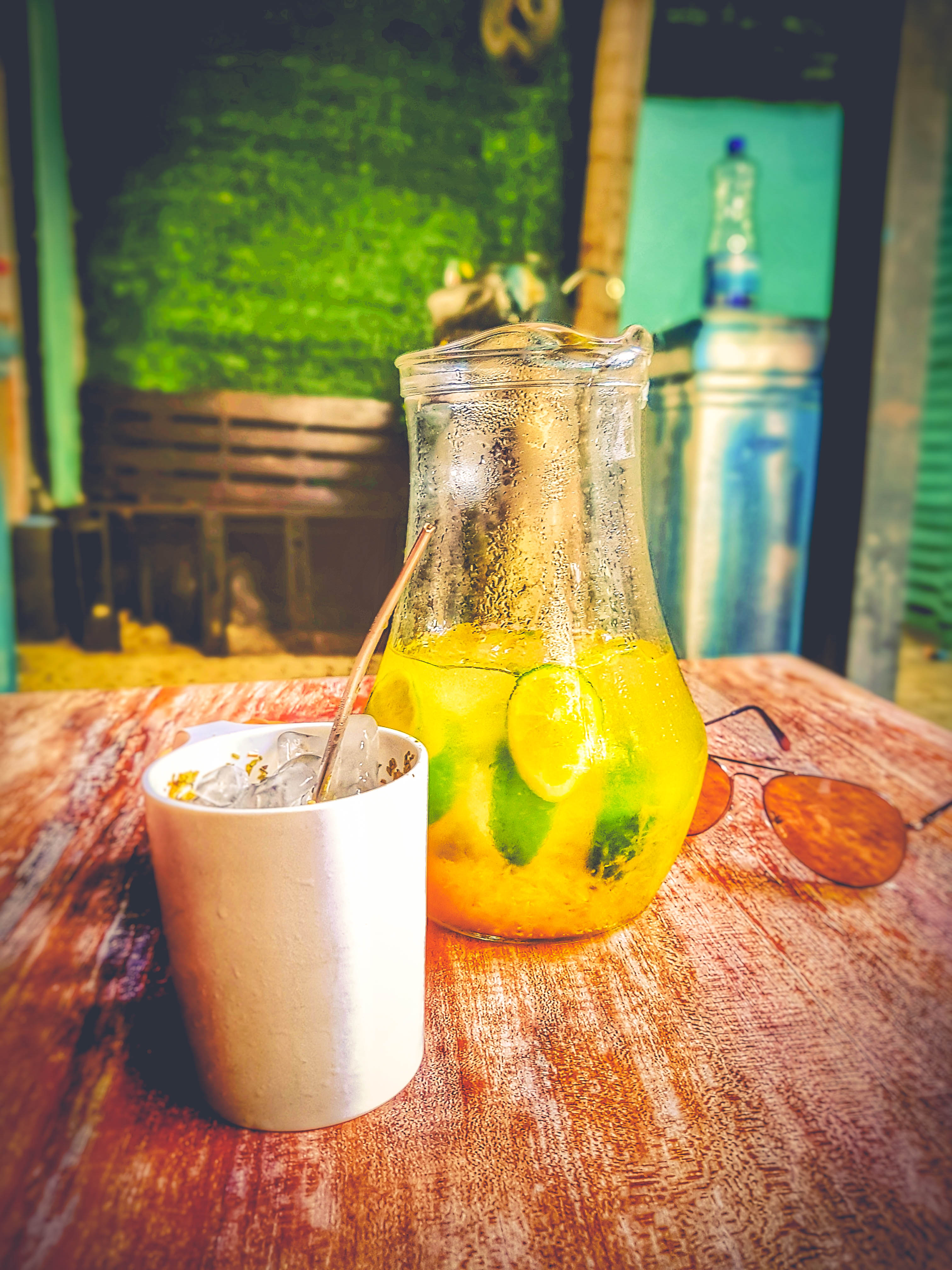
Tereré amb suc de llimona

El tereré ha estat declarat beguda oficial de Paraguai i patrimoni cultural de la nació. Cada darrer dissabte de febrer, des del 2011, se celebra el Dia Nacional del Tereré, per tal de reconèixer la importància d'aquesta beguda pròpia de la cultura paraguaiana. D'altra banda, la ciutat d'Itakyry és la seu permanent del Festival del Tereré des de 1998. Per la Resolució 219/2019, la Secretaria Nacional de Cultura del Paraguai va declarar Patrimoni Nacional Cultural Immaterial a les «pràctiques i sabers tradicionals del tereré en la cultura del pohã ñana, beguda ancestral guaraní a Paraguai».